# Lili Lani
Lili "Lani" Juanita Katharina Kristiansen (12. juni 1905 i København – 21. februar 1996) var en dansk skuespillerinde, der debuterede som niårig på Det ny Teater. Hun fik roller på bl.a. Odense Teater, Betty Nansen Teatret og Fønix Teatret. Hun var gift fire gange; bl.a. med Poul Reichhardt.

## Filmografi
- Fridas Visor - 1930
- Skal vi vædde en million? – 1932
- Kobberbryllup (film) – 1933
- Nyhavn 17 – 1933
- Skaf en sensation – 1934
- Een blandt mange – 1961
- Lille spejl – 1978